# Arnon (Jordanie)
Pour les articles homonymes, voir Arnon (homonymie).
L'Arnon (en arabe : Wadi al-Mujib, en hébreu : אַרְנוֹן) est le nom biblique d'une rivière de Jordanie. 

## Géographie

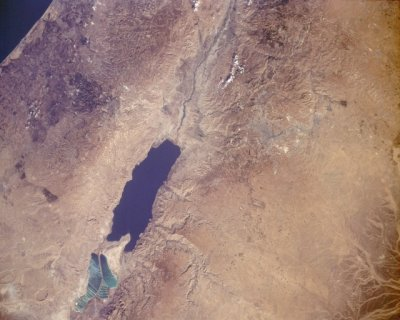
Vue satellite de l'Arnon affluent de la mer Morte.

La rivière Arnon est issue du plateau de Moab à la sortie duquel convergent ses affluents et se perd dans la mer Morte après une course de 80 kilomètres.
L'Arnon a souvent servi de frontière : il a ainsi séparé les Moabites des Amorrites, puis, après l'installation des Hébreux, Moab des tribus de Ruben et de Gad.